# Crisis convulsiva breakthrough

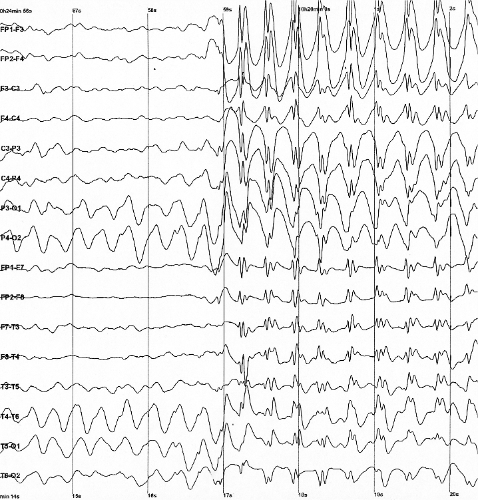
EEG que muestra descargas generalizadas de espiga y onda en 3Hz.

Una crisis convulsiva breakthrough es una convulsión que ocurre a pesar del uso de anticonvulsivantes que han sido eficientes hasta el momento para controlar los síntomas del paciente. Las convulsiones breakthrough pueden ser peligrosas para el paciente por su carácter sorpresivo, ya que el paciente se puede haber considerado libre de síntomas y no haber tomado precauciones.
La posibilidad de sufrir una convulsión breaktrough es baja pero aumenta según la intensidad y el número de disparadores que estén afectando el umbral convulsivo en un momento dado.: 57 Con frecuencia la aparición de una convulsión breakthrough en una persona que siempre ha tenido control sintomático adecuado se debe a la aparición de una nueva causa o disparador.

## Causas
Entre las posibles causas de una convulsión breakthrough se cuentan las siguientes:
Dosis perdida de medicamentos anticonvulsivantesLa falta de adherencia al tratamiento es la causa más común y puede incluso resultar en un status epilepticus. En algunos pacientes, una sola dosis perdida de un antiepiléptico puede ser responsable de una convulsión breakthrough.: 57 
Dosis administrada fuera del horario prescritoEsto sucede, por ejemplo, cuando el paciente toma la medicación anticonvulsivante después de la hora prescrita.
Cambio de zona horariaAl hacer un viaje a un lugar dentro de una zona horaria distinta, el paciente podría verse en riesgo de sufrir una convulsión breakthrough. Esto se debe a que, como explica Orrin Devinsky, el cambio en el ciclo circadiano "causa privación del sueño y un descenso en los niveles de anticonvulsivantes como consecuencia del cambio de horario".: 60 
Dosis subterapéuticaUn paciente puede estar recibiendo una dosis insuficiente de medicamentos anticonvulsivantes, lo que lo expone a presentar síntomas con mayor facilidad.
Cambio de medicamentoPuede significar la suspensión abrupta de la medicación anticonvulsivante sin reemplazo de ningún tipo o un cambio repentino a otro fármaco anticonvulsivante. En algunos casos, el cambio de medicamento de marca a medicamento genérico puede inducir una convulsión breaktrough.
Privación del sueñoLa privación del sueño es un disparador de crisis breakthrough conocido.: 61  Es posible que el único cambio de rutina del paciente antes de sufrir una crisis convulsiva sea la privación del sueño.
EstrésEl estrés es un disparador de crisis breakthroug conocido.: 66  En un estudio se reportó la presencia de estrés emocional antes de una crisis convulsiva entre un 30 y 60% de los casos.
Alcohol, fármacos y otras drogasEl consumo de alcohol y otras drogas puede ser un disparador.: 63  En la lista de sustancias que pueden producir una crisis de este tipo, se incluyen la cafeína, la nicotina, la cocaína, las anfetaminas y la marihuana y, en algunos, casos medicamentos vendidos sin necesidad de prescripción médica: 67 
Ciclos menstruales femeninosEn la epilepsia catamenial varía la frecuencia de las crisis dependiendo de la fase del ciclo menstrual en el que se encuentre una mujer. La mayoría presentan crisis epilépticas inmediatamente antes o durante la menstruación, o un incremento de estas.: 65  Esto puede ser el resultado de la fluctuación hormonal dentro del ciclo menstrual o del uso de medicamentos de libre venta utilizados para cntrolar los síntomas de la menstruación.
Enfermedades infecciosas agudasAlgunas enfermedades causadas por virus o de origen bacterial pueden ser un disparador, en especial cuando cursan con vómito o diarrea ya que esto puede disminuir la absorción intestinal de la medicación anticonvulsivante.: 67 La presencia de fiebre, especialmente en niños, puede desencadenar una convulsión febril.
Estado nutricionalLa desnutrición puede ser el resultado de malos hábitos alimenticios, dificultades económicas o ayuno.: 68  En crisis que están siendo controladas con dieta en niños puede haber disrupción voluntaria de la dieta por el niño.
Interacciones medicamentosasExisten numerosas interacciones medicamentosas que pueden interferir con el funcionamiento adecuado del anticonvulsivante prescrito, incluyendo las causadas por antihistamínicos y antidepresivos.

## Epidemiología
La incidencia de las convulsiones breakthrough varía de estudio a estudio, habiendo reportes entre el 11% y el 33%.

## Tratamiento
El tratamiento de una convulsión breakthrough incluye la valoración de posibles disparadores presentes, o una revaluación de la dosis de la medicación anticonvulsivante y sus niveles plasmáticos en el paciente, de lo que se puede desprender un reajuste de dosis, cambio de medicamento o adición de un nuevo medicamento al esquema de tratamiento. Es posible que una persona que sufre una convulsión breakthrough necesite hospitalización por varios días para observación y reajuste del esquema de tratamiento.: 498 